# Tuyên bố chiến tranh

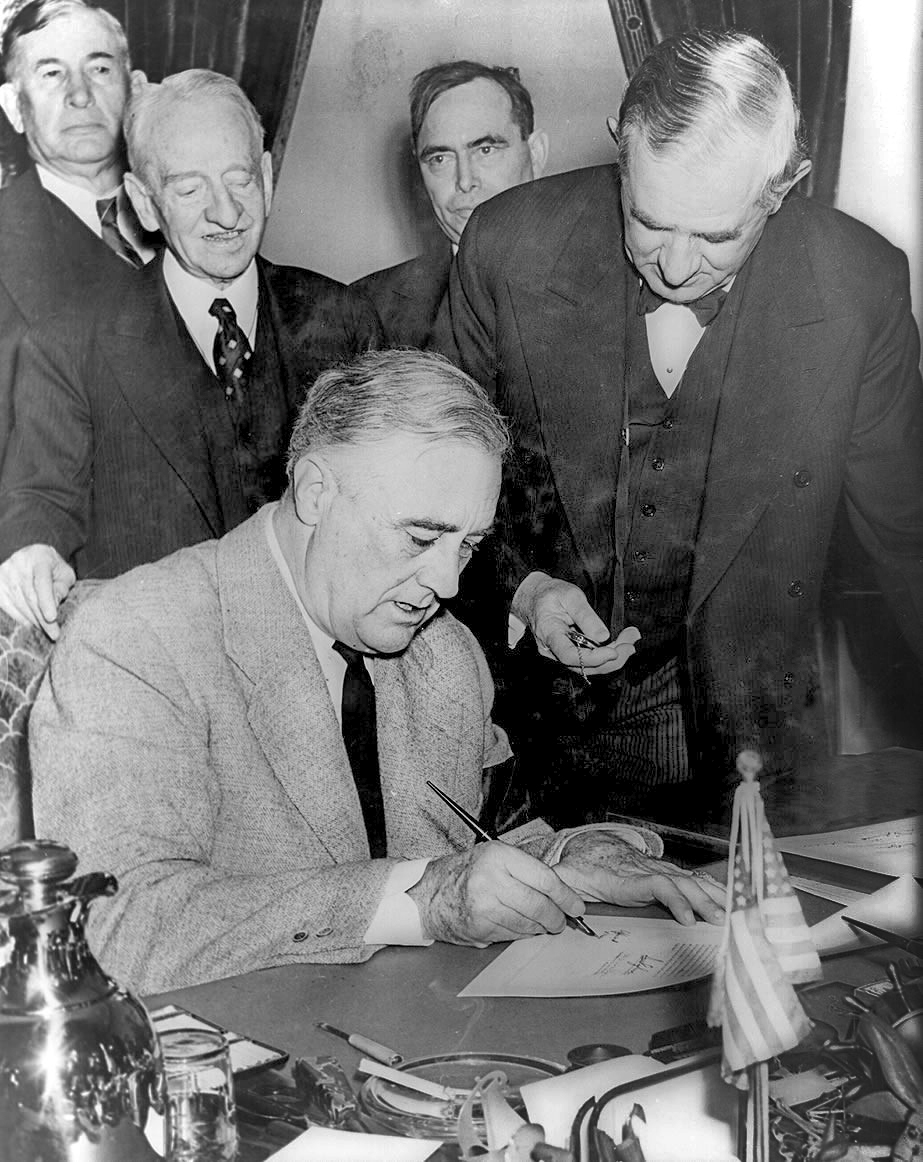
Tổng thống Hoa Kỳ Franklin D. Roosevelt ký văn bản tuyên bố chiến tranh với Đức Quốc xã ngày 11 tháng 12 năm 1941.

Tuyên bố chiến tranh hoặc gọi ngắn gọn là tuyên chiến, là hành động của đảng nắm quyền trong một quốc gia, thể hiện qua việc ký kết hay công bố một tài liệu chính thức nhằm bắt đầu tình trạng chiến tranh giữa 2 hay nhiều nước. Tuyên bố chiến tranh cũng có thể được thực hiện bởi một thể chế chính phủ khác. 
Nghi thức tuyên bố chiến tranh được chính thức hóa từ năm 1907.
Khi thành lập năm 1945, Liên Hợp Quốc đã ban hành lệnh cấm sử dụng các hành động quân sự trong giải quyết căng thẳng quan hệ giữa các nước thành viên. Từ đấy, tuyên bố chiến tranh chính thức giữa các quốc gia có lẽ đã trở nên không cần thiết nữa. Thêm vào đó, các tổ chức phi chính phủ hay các tổ chức khủng bố có thể coi như đã tuyên bố chiến tranh khi thực hiện một hành động tấn công vũ trang nhằm vào đối thủ.
Gần đây, những chính sách bắt đầu với tên gọi "Chiến tranh chống..." như chiến tranh chống khủng bố, chống ma túy,... cũng được bắt đầu với một tuyên bố chiến tranh.

## Định nghĩa

### Thông tục
Saikrishna Prakash đã xây dựng 3 lý thuyết định nghĩa không chính thức về tuyên bố chiến tranh:
- Lý thuyết tuyệt đối: quyền tuyên bố chiến tranh bao gồm cả quyền ra tất cả các quyết định để tham gia chiến tranh. Có nghĩa là quyền lực để tuyên bố chiến tranh cũng đồng nghĩa với quyền ra lệnh cho quân đội tham chiến.
- Lý thuyết thực tiễn: tự bản thân sự tham chiến đã là một lời tuyên bố chiến tranh rồi.
- Lý thuyết chuẩn hóa: tuyên bố chiến tranh nhất thiết cần được thực hiện thông qua một văn bản chính thức.

## Chiến tranh đối với Liên Hợp Quốc
Với nỗ lực hạn chế chiến tranh vì những xung đột giữa các quốc gia, Hiến chương Liên Hợp Quốc đã yêu cầu các nước thành viên chỉ sử dụng đến quân sự trong những trường hợp nhất định, chủ yếu là với mục đích phòng vệ.
Chính LHQ cũng đã tham chiến sau khi Bắc Triều Tiên xâm lược Đại Hàn dân quốc vào ngày 26 tháng 6 năm 1950 (xem Chiến tranh Triều Tiên). Hội đồng Bảo An Liên Hợp Quốc đã lên án Bắc Triều Tiên, và với tỉ lệ phiếu bầu 9-0 (Liên Xô vắng mặt), LHQ đã chính thức kêu gọi các nước thành viên trợ giúp cho Nam Triều Tiên. Hoa Kỳ và 15 quốc gia khác đã thành lập Lực lượng LH để thực thi lời kêu gọi này. Trong một cuộc họp báo ngày 26 tháng 6 năm 1950, tổng thống Hoa Kỳ Harry S. Truman đã nhấn mạnh rằng Hoa Kỳ không phải "kẻ tham chiến" mà là "một cảnh sát đối với luật quốc tế".